# 마쓰다이라 요리모토 (1629년)
마쓰다이라 요리모토(松平頼元)는 히타치 누카다번 초대 번주이다. 1629년 미토번 초대 번주 도쿠가와 요리후사의 4남으로 태어났다.